# Сватбата на Фигаро
 Тази статия е за пиесата.  За операта вижте Сватбата на Фигаро (опера).  
„Сватбата на Фигаро“ е комична пиеса от френския писател Пиер дьо Бомарше, продължение на пиесата „Севилският бръснар“.
Австрийският композитор Волфганг Амадеус Моцарт създава по нея едноименната опера.